# 2022 en Australie
Chronologie de l'Australie
- 2018
- 2019
- 2020
- 2021
- 2022
- 2023
- 2024
- 2025
- 2026

Cette page concerne les évènements survenus en 2022 en Australie :

## En exercice
- Monarque – Reine Élisabeth II (jusqu'au 8 septembre 2022) puis Roi Charles III.
- Gouverneur général – David Hurley.
- Premier ministre – Scott Morrison (jusqu'au 23 mai 2022) puis Anthony Albanese.

## Chronologie
- 7 janvier : L'Australie confirme sa participation aux Jeux olympiques d'hiver de 2022 du 4 au 20 février 2022. Cependant, le 7 janvier l'Australie annonce le boycott diplomatique des Jeux olympiques d'hiver de 2022 à Pékin un jour après que les États-Unis aient pris la même décision[1].
- 17 janvier : L'Open d'Australie 2022 se déroule du 17 janvier au 30 janvier 2022, à Melbourne. Il s'agit de la 110e édition du tournoi de tennis.
- 21 mai : Anthony Albanese sort vainqueur des élections législatives de 2022, mettant fin à neuf années de gouvernement conservateur en Australie[2].
- 8 septembre : Mort d'Élisabeth II, reine d'Australie depuis 1952, mettant fin à un règne long de plus de soixante-dix ans[3].
- 12 décembre : Fusillades de Wieambilla. L'attaque est classifiée comme étant la première attaque terroriste chrétienne dans le pays : 6 morts et 2 blessés.